# Administración pública de España

Escudo nacional de España.

La Administración pública de España es el aparato de gobierno y gestión de los intereses públicos españoles.
La Constitución de 1978 declara, en su artículo 103.1, que la Administración pública sirve con objetividad los intereses generales y actúa de acuerdo con los principios de eficacia, jerarquía, descentralización, desconcentración y coordinación, con sometimiento pleno a la Ley y al Derecho.
Por su parte, el artículo 2.3 de la ley 40/2015, de 2 de octubre, de Régimen Jurídico del Sector Público, establece que se consideran Administraciones públicas la Administración General del Estado, las Administraciones de las Comunidades Autónomas, las Entidades que integran la Administración Local, así como los organismos públicos y entidades de derecho público previstos en la letra a) del apartado 2 (apartado que comprende cualesquiera organismos públicos y entidades de derecho público vinculados o dependientes de las Administraciones Públicas). 
La estructura de la Administración pública revela una auténtica pluralidad de Administraciones con personalidad jurídica propia que no solo incluye las Administraciones territoriales (Administración General del Estado, Administraciones autonómicas y entidades locales); sino también las llamadas Administraciones instrumentales o institucionales (organismos públicos) y las Administraciones corporativas (colegios profesionales, cámaras de comercio, etc).
Las Administraciones públicas, en su tarea de satisfacer el interés general, son titulares de una serie de potestades exorbitantes respecto a las personas jurídicas de naturaleza privada. Como contrapeso a tales potestades exorbitantes, las Administraciones están sometidas a un conjunto de límites y garantías propios del Estado de derecho (sometimiento al derecho, control judicial, garantías patrimoniales, etc).
Cada una de las Administraciones está dotada de un conjunto de recursos económicos cuya gestión estará sometida al régimen presupuestario, económico-financiero, de contabilidad, intervención y de control financiero que establezca la norma correspondiente.
Cada Administración también cuenta con sus propios recursos humanos cuya regulación común se encuentra en el Estatuto Básico del Empleado Público.

## Regulación

### Regulación básica
La regulación básica de las Administraciones públicas tiene como eje principal la Ley 39/2015, de 1 de octubre, del Procedimiento Administrativo Común de las Administraciones Públicas (LPAC) y ley 40/2015, de 1 de octubre, de Régimen Jurídico del sector Público (LRJSP).
No obstante, existen otras normas básicas que afectan a todas las Administraciones públicas, como pueda ser la Ley 33/2003, de Patrimonio de las Administraciones Públicas; la Ley 38/2003, General de Subvenciones; el Real Decreto Legislativo 5/2015, del Estatuto Básico del Empleado Público; y la Ley 9/2017, de Contratos del Sector Público, entre otras

### Regulación de desarrollo
En el ámbito estatal, y como supletoria para el resto de Administraciones, destacan la Ley 6/1997, de 14 de abril, de Organización y Funcionamiento de la Administración General del Estado (Disposición derogada) (LOFAGE); y la Ley 50/1997, de 27 de noviembre, del Gobierno (LGob).
En el ámbito autonómico, las Administraciones de las comunidades autónomas están sometidas a sus respectivas leyes autonómicas, en desarrollo de la regulación básica estatal antes mencionada.
En el ámbito local se produce una doble articulación de normas básicas estatales y autonómicas, sobre la que las entidades locales pueden desarrollar normativa de carácter reglamentario (ordenanzas, reglamentos orgánicos). Así pues, las entidades locales, carentes de potestad legislativa (que no reglamentaria) están igualmente sometidas a la Ley 7/1985 del 2 de abril, de Bases de Régimen Local, y a la legislación de su comunidad autónoma.

## Organización
El entramado de Administraciones tiene un carácter descentralizado, heredado del modelo estatal que describe la Constitución de 1978. No existe, pues, un criterio de jerarquía que sitúe a unas sobre otras, sino que la distribución se realiza por vía competencial. La potestad administrativa se perfila en función de quién sea competente según las normas atributiva, tanto de nivel legal como constitucional.
Pese a la confusión a la que puede llevar el término, por Administración pública se entiende el conjunto de Administraciones públicas existentes, de manera que en realidad no existe una sola Administración pública, sino una pluralidad de ellas que integran la estructura administrativa del Estado. En la España de finales del siglo XX, el número de Administraciones públicas ronda las diez mil.
Según el artículo 3.4 LRJAP, cada una de las Administraciones públicas operan como personas jurídicas diferenciadas. No obstante, existe polémica en la doctrina sobre si directamente son persona jurídica, o más bien operan como tales.

### Administraciones territoriales
Las Administraciones, en función del territorio sobre el que sean competentes, se clasifican en tres niveles. En primer lugar, está la Administración General del Estado, cuyas competencias se extienden por todo el territorio español. El segundo nivel está compuesto por las distintas Administraciones autonómicas. Sus competencias abarcan el territorio de la correspondiente comunidad autónoma. Finalmente, las Administraciones locales desarrollan sus competencias sobre el término municipal o provincial correspondiente, dependiendo de si se trata de un municipio o de una provincia.
Debe entenderse que los tres niveles se diferencian por ser jurídicamente diferentes, en la medida en cada uno de ellos posee personalidad jurídica propia. Es lo que se conoce como ente público, frente a la estructura interna de los mismos, los denominados órganos, considerados como cada una de las unidad funcionales del ente público.
Entendido esto, dogmáticamente se hace una división entre órganos centrales y periféricos, en función de su competencia sobre la totalidad del territorio de la Administración a la que pertenecen, o bien sobre solo una fracción de este. No ha de confundirse el concepto de Administración central con el de Administración general, ni tampoco la Administración periférica con la comunidad autónoma o las entidades locales. Todos ellos tienen órganos centrales y suelen tener órganos periféricos.

#### Órganos de cooperación
Los órganos de cooperación de composición bilateral y de ámbito general que reúnan a miembros del Gobierno, en representación de la Administración General del Estado, y a miembros del Consejo de Gobierno, en representación de la Administración de la respectiva comunidad autónoma, se denominan comisiones bilaterales de cooperación.
Los órganos de cooperación de composición multilateral y de ámbito sectorial que reúnen a miembros del Gobierno, en representación de la Administración General del Estado, y a miembros de los Consejos de Gobierno, en representación de las Administraciones de las comunidades autónomas, se denominan conferencias sectoriales.

### Administraciones instrumentales o institucionales
Junto con los tres niveles administrativos territoriales, existe un abundante y heterogéneo grupo de Administraciones con carácter puramente instrumental o institucional (Administración institucional), dependiente de una Administración matriz. El carácter plural de las Administraciones territoriales permite que éstas puedan ser creadas con personalidad jurídica administrativa propia, diferente de la Administración matriz, para el ejercicio de unas determinadas competencias. A diferencia de la Administración matriz o creadora, que tiene carácter político, la Administración instrumental o institucional posee un fuerte carácter burocrático.

## Patrimonio
El patrimonio de la Administración tiene su regulación esencial en el artículo 132 de la Constitución, así como en la Ley 33/2003, de 3 de noviembre, del Patrimonio de las Administraciones Públicas (LPAP). Los bienes y derechos de dichas Administraciones pueden clasificarse, acorde al artículo 4 LPAP, en bienes de dominio público (o demaniales) y bienes de dominio privado (o patrimoniales). No se considera patrimonio de la Administración el dinero, los valores, los créditos y los demás recursos financieros de su hacienda ni, en el caso de las entidades públicas empresariales y entidades análogas dependientes de las comunidades autónomas o corporaciones locales, los recursos que constituyen su tesorería.

### Bienes demaniales
Los bienes demaniales o de dominio público son aquellos que siendo de titularidad pública, están afectos a un uso general o al servicio público. También se consideran bienes de dominio público las dependencias y oficinas de los órganos del Estado, así como la zona marítimo-terrestre, las playas, el mar territorial y los recursos naturales de la zona económica y la plataforma continental.
El régimen jurídico de los bienes de dominio público será el dispuesto por las leyes especiales que les sean de aplicación. En su defecto, se regirán por la Ley de Patrimonio de las Administraciones Públicas, y finalmente, por las normas de derecho administrativo general. El régimen supletorio último, en caso de ausencia regulatoria en las normas antes mencionadas, será el del derecho privado o público.

### Bienes patrimoniales
Bienes patrimoniales o de dominio privado son todos aquellos bienes de titularidad estatal que no estén comprendidos dentro de la categoría de bienes demaniales. Junto a esta definición por eliminación, la LPAP dice que serán patrimoniales, en todo caso, los derechos de arrendamiento, los valores y títulos representativos de acciones y participaciones en el capital de sociedades mercantiles o de obligaciones emitidas por éstas, así como contratos de futuros y opciones cuyo activo subyacente esté constituido por acciones o participaciones en entidades mercantiles, los derechos de propiedad incorporal, y los derechos de cualquier naturaleza que se deriven de la titularidad de los bienes y derechos patrimoniales.
El régimen jurídico que regula la adquisición, enajenación, defensa y Administración de estos bienes será el dispuesto en la Ley de Patrimonio de las Administraciones Públicas (LPAP), así como las normas que la desarrollen y complementen. En su defecto, los actos y procedimientos relativos a estos bienes se regirán por el derecho administrativo común, siendo de aplicación el derecho privado para todo lo demás.

### Propiedades especiales

#### Bienes comunales
Los bienes comunales están adscritos a un uso y aprovechamiento general por parte de los vecinos de un determinado municipio. El ayuntamiento y los vecinos son cotitulares del bien, teniendo derecho al uso y disfrute vecinal directo y simultáneo, siempre que este sea posible. Si no es el caso, las ordenanzas locales y la costumbre determinarán el régimen de uso y aprovechamiento del bien comunal.
Los bienes comunales son inembargables, inalienables e imprescriptibles, al igual que los bienes demaniales. Su régimen jurídico plantea especiales dificultades para conseguir desafectarlos y tratarlos como cualquier otro bien patrimonial sin las tres características mencionadas. Para una desafectación efectiva, el bien no tiene que haber sido objeto de aprovechamiento comunal durante los últimos 10 años. Se tendrá que realizar un trámite de información pública a los vecinos, comprendido dentro de la apertura del expediente administrativo de desafectación, que habrá de ser aprobado por la mayoría absoluta del pleno municipal. Además, la comunidad autónoma correspondiente deberá autorizar la desafectación, y en todo caso, priorizar el disfrute de los vecinos una vez que el bien haya sido desafectado.

#### Montes vecinales en mano común
Los montes vecinales en mano común son una categoría especial de propiedad, cuya titularidad y aprovechamiento corresponde a los que en cada momento sean vecinos de un determinado lugar (sin que intervenga el ayuntamiento). La gestión y ordenación también será llevada a cabo por estos a través de asambleas vecinales.

#### Patrimonio Nacional
El Patrimonio Nacional está constituido por bienes y derechos reservados para el uso y disfrute de los miembros de la Casa Real. Tienen un marcado carácter demanial, y una intensa protección que les hace más inalienables que los bienes demaniales comunes.
No se contempla ningún supuesto en que los bienes y derechos del Patrimonio Nacional puedan ser desligados de su carácter demanial para ser convertidos en bienes patrimoniales (de derecho privado) y posteriormente enajenados [cita requerida].

## Empleo público
El empleo público comprende todos los supuestos en que la Administración hace uso de personas físicas para que, a cambio de una remuneración, trabajen por cuenta del órgano o ente al que estén adscritos. La normativa básica se encuentra en el Real Decreto Legislativo 5/2015, de 30 de octubre, por el que se aprueba el texto refundido de la Ley del Estatuto Básico del Empleado Público. Se regulan cuatro clases generales de empleados públicos: funcionarios de carrera, funcionarios interinos, personal laboral y personal eventual.

### Funcionario de carrera
La columna vertebral del empleo público descansa sobre los funcionarios de carrera, personas vinculadas laboralmente a la Administración por una relación estatutaria. Su acceso a la función pública se realiza mediante oposición o concurso-oposición, y su separación está limitada a determinados supuestos contemplados en la legislación.

### Funcionario interino
Los funcionarios interinos gozan, al igual que los funcionarios de carrera, de una vinculación estatutaria con la Administración. Su acceso y separación de la función pública también sigue las mismas pautas, diferenciándose del funcionario de carrera en el carácter provisional del interino, frente a la pretendida estabilidad de aquel..

### Personal laboral
La incorporación masiva de personal laboral al servicio de la Administración pública es un fenómeno relativamente reciente. Su relación con la Administración no es estatutaria, como la de los funcionarios, sino contractual. Su régimen jurídico viene regulado por las normas de derecho administrativo, algo que no obsta para que supletoriamente se aplique el régimen común del derecho laboral. En su contratación y despido han de seguir respetándose los principios de igualdad, publicidad, mérito y capacidad.
El esquema constitucional del empleo público pretende una mayoría de personal funcionario sobre personal laboral, que tendrá vedada la incorporación a puestos que supongan "el ejercicio de las funciones que impliquen la participación directa o indirecta en el ejercicio de las potestades públicas o en la salvaguardia de los intereses generales del Estado y de las Administraciones Públicas".
En este sentido, el Tribunal Constitucional ha señalado que la posibilidad de utilizar personal laboral ha de estar condicionada a una mención expresa en la ley de los puestos que pueden desempeñar.

### Número de asalariados del sector público en España
Según la Encuesta de Población Activa el número de funcionarios en España asciende a 3.088.400 personas en el primer trimestre de 2010,(de los cuales solo la mitad son funcionarios de carrera, el resto empleados públicos) representando el 20% de los asalariados españoles. A continuación se detalla la evolución del número de personas que trabajan para la Administración pública, repartido por subsectores de las Administraciones. Este es un concepto más amplio que el de funcionario, por cuanto recoge también el personal que trabaja para las distintas Administraciones, con contrato laboral y también los trabajadores de las empresas públicas:
| Tipo de Administración                   | 2010 (1.er trim) | 2009      | 2008      | 2007      | 2006      | 2005      |
| ---------------------------------------- | ---------------- | --------- | --------- | --------- | --------- | --------- |
| Total                                    | 3.088.400        | 3.065.700 | 3.029.500 | 2.913.300 | 2.908.000 | 2.868.000 |
| Central                                  | 522.100          | 509.100   | 531.600   | 517.400   | 474.600   | 482.100   |
| Seguridad Social                         | 38.100           | 35.500    | 44.600    | 46.300    | 304.000   | 376.100   |
| Comunidad autónoma                       | 1.724.100        | 1.693.100 | 1.639.900 | 1.551.600 | 1.296.300 | 1.211.200 |
| Local                                    | 655.500          | 664.000   | 650.400   | 628.600   | 629.300   | 608.100   |
| Empresa e Institución Pública            | 142.300          | 151.800   | 147.300   | 156.700   | 171.200   | 162.600   |
| Otro tipo                                | 5.900            | 9.500     | 8.300     | 6.500     | 15.300    | 14.100    |
| No sabe                                  | 400              | 2.700     | 7.300     | 6.200     | 17.400    | 13.800    |
| Fuente:INE, Encuesta de Población Activa |                  |           |           |           |           |           |

## Procedimiento administrativo
La Administración pública rige su actuación sobre la base de una serie de normas que coactivamente imponen un procedimiento, haciendo que los actos administrativos queden sujetos a una forma ritual. Tanto las decisiones que se tomen como la forma en que se lleven a cabo han de realizarse a través de procedimientos formales, concepción heredada de la doctrina jurídica francesa.
Entre las funciones del procedimiento administrativo, cabe destacar su papel como fuente de previsibilidad administrativa. De esta manera, se considera deseable que la actuación de la Administración sea medianamente predecible, en aras de la seguridad jurídica. Por otro lado, el imponer una serie de pautas formales permite reducir los espacios en los que el funcionario profesional debe actuar de manera excesivamente creativa (algo propio de los cargos de confianza política), con la consiguiente reducción de la arbitrariedad en el manejo de los asuntos públicos. Además, la sujeción de la burocracia administrativa al procedimiento permite compatibilizar el principio de inmovilidad del funcionariado profesional con la necesidad que tiene el poder político de controlar la actuación de aquellos. Mediante la regulación del procedimiento podrá mejorarse la eficacia y eficiencia de la actuación administrativa sin incidir en presiones de carácter laboral, que resultan posibles en la organización privada, pero completamente impensables en una Administración pública contemporánea que funcione con una base burocrática y reglada, a salvo de los cambios que depare el devenir político.
La ley 39/2015, de 2 de octubre, de Procedimiento Administrativo Común de las Administraciones Públicas es el principal continente de las normas relativas a la materia.  En ella se delimita el ámbito de aplicación de la ley, especificando (art. 2) que se aplicará al sector público, que comprende a la Administración General del Estado, las de las CCAA, las entidades que integran la Administración local y el sector público institucional. Este sector público institucional es una amplia categoría que engloba, primero, cualesquiera organismos públicos y entidades de derecho público vinculados o dependientes de las Administraciones públicas; segundo, las entidades de derecho privado vinculadas o dependientes de las Administraciones públicas (siempre que ejerzan potestades administrativas, pero también en lo que la ley se refiera a ellas específicamente); y tercero, las universidades públicas (teniendo en cuenta que esta ley de procedimiento es solamente supletoria respecto de su normativa específica).

## Régimen de contratación pública
La Administración pública recurre habitualmente al mecanismo de contratación con particulares para realizar una inmensa variedad de tareas. No obstante, el régimen de contratación difiere del dispuesto para la contratación entre particulares, regido tradicionalmente por el derecho civil. Cuando la Administración actúa como contratante y un particular como contratista, se ha de acudir a un régimen de contratación específico, en el que desempeña un papel fundamental e indispensable el derecho administrativo.
La Ley 30/2007 de Contratos del Sector Público se encarga de regular la contratación pública, garantizando los principios de libre acceso de licitaciones, publicidad y transparencia del procedimiento, igualdad de trato entre los candidatos y eficiencia en el gasto público. Para asegurar esto último, se exige la definición previa de la necesidad a satisfacer, la libre competencia entre licitadores, y la elección de la oferta económicamente más ventajosa.

## Régimen de responsabilidad patrimonial
La Administración pública de España responde patrimonialmente de cierto tipo de daños que produzca incidentalmente como consecuencia de la actuación administrativa. El principio de garantía patrimonial del particular frente a la Administración está consagrado por la Constitución Española del 78, concretamente en su artículo 106, apartado segundo. Así mismo, el Título X de la LRJAP (Ley 30/92) y su posterior desarrollo reglamentario mediante el Real Decreto 429/1993 crean la base jurídica sobre la que se asienta la regulación básica del instituto de la responsabilidad extracontractual administrativa.

### Características
La responsabilidad administrativa es total, de manera que cubre todos los daños producidos por cualquier poder público, no solo la Administración propiamente dicha. También se trata de una responsabilidad directa, con lo que el sujeto dañado no habrá de acudir contra el funcionario que haya ejecutado la actuación dañosa, sino contra la propia Administración, de manera directa, y en ningún caso subsidiaria. La Administración, a su vez, podrá repetir contra el funcionario en caso de que en su actuación hubiera habido dolo, culpa o negligencia.
Finalmente, la responsabilidad patrimonial de la Administración pública es objetiva, según señala el artículo 139.1 de la LRJAP. Así, la responsabilidad podrá surgir aunque no exista dolo o culpa, e igualmente, las fuentes hacen responsable a la Administración cuando el daño sea consecuencia de una actividad legal o ilegal, normal o anormal. El significado técnico y preciso de estos términos no coincide con el que superficialmente se pueda extraer del texto, pues cuando se dice que la Administración responderá por su actuación normal, realmente se hace referencia a la posibilidad de que esta responda por caso fortuito.

### Requisitos

#### Lesión resarcible
Uno de los presupuestos más básicos para que exista responsabilidad por parte de la Administración es la existencia de un daño cualificado a los bienes o derechos de una persona física o jurídica. Destáquese que no solo se hace referencia a bienes pecuniarios, sino también de otra naturaleza, como los puedan ser los daños morales, que en su caso supondrán igualmente una indemnización pecuniaria.
Entre los cualidades que ha de reunir el daño administrativo para cumplir con el presente requisito, hay que destacar, en primer lugar, la antijuridicidad de la actuación de la Administración. A diferencia del régimen de responsabilidad regulado en el Código Civil, donde la antijuridicidad se da cuando existe dolo o culpa, en el sistema de responsabilidad objetiva de la Administración, el criterio de antijuridicidad se centra en la existencia o inexistencia de un deber de soportar el daño que las leyes pueden atribuir a los sujetos. Si la víctima del daño administrativo no tenía el deber de soportarlo, la lesión será antijurídica. En caso contrario, no surgirá la responsabilidad de la Administración, y será el propio particular quien haya de soportar el daño (será el caso de los tributos, en los que el sujeto sufre un daño patrimonial, pero como consecuencia de una ley que habilita al poder público para efectuar tal lesión, y que le exime por ello de responsabilidad.)
Las fuentes también hablan de la necesidad de que el daño sea efectivo, refiriéndose así a daños actuales y reales, y descartando las indemnizaciones por daños futuros o meramente posibles. En igual medida, tampoco hay responsabilidad cuando el daño consista en la simple frustración de expectativas, siempre que tales expectativas no posean una probabilidad altamente tangible de convertirse en un aumento de bienes o derechos. El que las expectativas frustradas supongan una indemnización habrá de determinarse caso por caso por el tribunal correspondiente, analizando el índice de probabilidades, y atendiendo al criterio imperante en el momento social concreto.
Por otro lado, el daño habrá de ser evaluable económicamente, según señala el artículo 139.2 LRJAP. Ello, no obstante, no significa que solo se indemnice el daño producido a bienes o derechos patrimoniales, pues de manera convencional, también se puede evaluar el daño personal y moral (pretium doloris).
Para terminar, el daño habrá de ser individualizable. Se trata del punto más polémico e impreciso, pues se requiere que el daño se haya producido a una persona o grupo de personas, dejando fuera de la responsabilidad administrativa aquellas situaciones en las que una gran colectividad, prácticamente imposible de concretar, reciba el daño. Para precisar la separación entre daño individualizable y no individualizable, la doctrina alemana recurre al concepto de "sacrificio especial", de manera que una serie de sujetos tienen derecho a indemnización por haber soportado una carga adicional al resto de sus iguales. La doctrina francesa, por su parte, recurre al principio de igualdad ante las cargas públicas, de manera que solo se indemniza a los sujetos que han soportado de manera injustificadamente desigual una lesión producida por la Administración. El espíritu de ambas doctrinas es el mismo, y en él se basa la postura del Ordenamiento jurídico de España.

#### Imputación del daño
El daño tendrá que haber sido producido por un funcionario o empleado de la Administración, o bien por alguno de los órganos de confianza política. Además, habrá de producirse como consecuencia de una actuación dentro de las funciones públicas que desempeñen tales personas. Se excluye, no obstante, los daños producidos por contratistas y concesionarios de la Administración, a menos que la lesión haya sido producida por una cláusula impuesta por esta, de manera que el particular estuviera obligado a provocar el daño en cuestión. Igualmente, se incluyen excepciones en las que un profesional con funciones públicas responde personalmente, como pueda ser el caso del notario.
Por otro lado, analizando las características formales del daño, hay que destacar que se pueden hallar cuatro tipos de acciones (y omisiones) lesivas. Así, el daño puede proceder de la actividad reglamentaria de la Administración, de alguno de sus actos administrativos, de una actuación administrativa puramente material o bien de la inactividad de la Administración.
La Ley afirma que la Administración responderá por los daños provocados en su actuación normal o anormal. Dos matices rodean a esta idea. En primer lugar, cuando se habla de responsabilidad por una actuación anormal, se hace referencia a una actividad técnicamente incorrecta. El punto exacto de corrección técnica de la actuación administrativa viene marcada principalmente por el tiempo y la sociedad, de manera que los tribunales prestarán atención a los estándares comunes que imperen en el momento y lugar concretos donde se produzca la acción pública.
Por otro lado, llama la atención el precepto legal que afirma que la Administración responderá por los daños provocados en su actuación "normal". En rigor, ello significa que el ente público puede provocar daños indemnizables en su actuación habitual y correcta. El asunto plantea una particularidad esencial, que gira en torno a la teoría del riesgo. Y es que pese a que la Administración pública no responde cuando en el daño intervenga causa de fuerza mayor, sí que lo hará en los supuestos en que asuma un determinado riesgo, de manera que deberá indemnizar cuando el daño sea consecuencia de caso fortuito. Ello, no obstante, no incluye los supuestos en los que el beneficio del riesgo y su propia asunción se desplacen al particular. Así, en el caso de un paciente que consiente informadamente someterse a un tratamiento experimental, este será quien asuma los beneficios del tratamiento, e igualmente, quien responda de sus riesgos, eximiendo de responsabilidad a la Administración. En igual medida, la actuación dolosa e ilegal del particular que conlleve un determinado riesgo hará que la Administración no responda de los daños que este pueda sufrir. Tal es el caso del manifestante en una concentración ilegal que sufre daño por la actuación de la policía antidisturbios.

#### Relación de causalidad
La relación causa-efecto parece un requisito obvio y simple en el marco de la responsabilidad exigible a la Administración pública por daños y perjuicios en su actuación. No obstante, las causas de un daño no suelen ser únicas, ni presentar una relación clara. A lo largo de la historia, se han aplicado tres teorías distintas, centradas esencialmente en resolver los casos en los que hay una concurrencia de causas, que dicho sea de paso, son los supuestos más habituales.
En un primer momento, predominó la teoría de la causalidad exclusiva, que solo hacía responsable a la Administración cuando la actuación de esta había sido la única y exclusiva causa de la lesión producida. Evidentemente, los supuestos en los que la Administración es causa exclusiva del daño son reducidísimos, y la teoría suponía una situación extremadamente ventajosa para el ente público, pues pocas eran las veces que tenía que indemnizar.
En momentos posteriores se aplicaría la teoría de la equivalencia de las condiciones, que afirmaba que todos los factores que causaban la lesión tienen igual relevancia, teniendo en cuenta que la ausencia de cualquiera de ellos hubiera supuesto la inexistencia de tal lesión. Concluía que el total de la indemnización podía ser exigida a cualquiera de las fuentes causales que provocaron el daño, habiendo de repetir el demandado contra el resto de causantes. Con ello, se establecía una especie de solidaridad tácita en la que primaba el interés del sujeto dañado, pese a la arbitrariedad del sistema.
Finalmente se llegaría a la teoría de la causalidad adecuada, en la que el tribunal correspondiente selecciona de entre las causas a aquella que sea idónea para provocar la lesión, y decisiva para que esta se produzca. Se sigue dando prioridad absoluta a la reparación del daño, aunque en esta ocasión, el causante del daño, que paga el total de la indemnización y que debe repetir contra los restantes causantes, no es seleccionado arbitrariamente, sino en función del grado en que su actuación intervino en la producción de la lesión.
De entre los supuestos en que se produce una concurrencia de causas, cabe destacar tres tipos. En primer lugar, cuando la víctima ha contribuido en la causa del daño, la indemnización de la Administración se ve reducida en igual proporción al grado de intervención del sujeto dañado. Si hay intencionalidad o grave negligencia en la actuación de la víctima, la Administración no ha de indemnizar. Además se admite la indemnización íntegra para los casos en que la actuación administrativa fue notoriamente desproporcionada (manifestación en la que los antidisturbio abriesen fuego con munición letal).
El segundo supuesto de concurso de causas es aquel en el que la actuación de un tercero, ajeno a la víctima y a la Administración, concurre en la causa del daño. Normalmente, en estos casos, se impone a la Administración el deber de indemnizar íntegramente al sujeto dañado, más aún cuando no se pueda identificar al tercero causante.
La tercera y última posibilidad es aquella en la que varias Administraciones públicas concurren en la causa del daño. Cuando el daño se haya producido en el marco de una actuación conjunta entre Administraciones, se atenderá en primer lugar al régimen que pueda prever el instrumento que regule tal actuación conjunta, y en su defecto, regirá el principio de solidaridad, de manera que la Administración contra la que la víctima desee actuar será la que indemnice, repitiendo contra el resto de Administraciones que hubieran contribuido a la hora de causar el daño. En caso de que no se trate de una actuación conjunta, la responsabilidad se fijará para cada Administración de manera independiente, y cuando no sea posible tal determinación, regirá la responsabilidad solidaria.

## Revisión en vía administrativa
La Administración pública tiene una serie de mecanismos por los que pretende auto-corregir su propia actuación. La revisión en vía administrativa es un método para rectificar aquellos actos que adolezcan de algún vicio de ilegalidad, siendo además requisito previo indispensable para el particular que desee acceder a la vía contencioso-administrativa (o al orden civil o social), que esta vez sí, es un revisor de naturaleza judicial.
Así, existen tres categorías básicas por las que la Administración puede realizar la revisión de sus propios actos. En primer lugar la revisión de oficio, iniciada (salvo excepciones) por la propia Administración con el objeto de revisar sus actos.
A continuación estaría el recurso administrativo, sistema de carácter impugnatorio cuya iniciación se realiza a instancia de los interesados, y que pretende revisar un acto administrativo. El recurso administrativo es un requisito previo para poder acceder a la jurisdicción contencioso-administrativa.
Finalmente, está la reclamación previa, sistema muy similar al del recurso administrativo, que también tiene una iniciación a instancia del interesado, pero que tienen como objeto un conflicto de carácter subyacente entre el particular y la Administración (no necesariamente un acto administrativo). Tal reclamación será un requisito previo para poder ejercitar la acción correspondiente ante la jurisdicción civil y social.

### Revisión de oficio
Como ya se adelantaba antes, la revisión de oficio es un mecanismo casi exclusivo del derecho administrativo español que permite que la Administración pública revise sus actos motu proprio, sin la necesidad de que un particular inste tal revisión.
La revisión de oficio procederá en cuatro supuestos distintos. En primer lugar la existencia de un acto o reglamento que pueda ser considerado nulo de pleno derecho; después, la revisión de un acto anulable declarativo de derechos; también la revocación de un acto de gravamen; y finalmente la corrección de errores materiales y aritméticos.

#### Revisión de actos y reglamentos nulos de pleno derecho
Los actos y reglamentos serían nulos de pleno derecho si estuvieran dentro de alguno de los supuestos de nulidad mencionados en los artículos 62.1 y 62.2 de la LRJAP, respectivamente. En el caso de los actos, se exige además que pongan fin a la vía administrativa (actos que ya no pueden ser recurridos mediante el recurso de alzada).
Respecto al procedimiento para tal revisión, hay que señalar que respeta en lo esencial el modelo general de procedimiento administrativo. No obstante, es conveniente destacar que su iniciación puede realizarse, no solo de oficio (como sería lógico), sino además a instancia de interesado. Este punto que a priori puede parecer absurdo se justifica en el interés que pone el legislador en dotar de imprescriptibilidad a la acción que combate la nulidad de pleno derecho. Dando esta capacidad al interesado, se le abre la posibilidad de actuar como en un recurso administrativo, pero sin estar sujeto a las reglas de prescripción que rigen en este último mecanismo. Pese a ello, no podrá usar este mecanismo para la revisión de reglamentos, tal como señala el artículo 102.2 LRJAP.
En la fase de tramitación, se exige el dictamen favorable del Consejo de Estado u órgano consultivo equivalente de la Comunidad Autónoma, si lo hubiere, como prescribe el artículo 102 LRJAP. Tal dictamen tendrá carácter obstativo, de manera que el órgano ha de aprobar la revisión para que la Administración pueda efectuarla. Se trata de un requisito fundado en el principio de irrevocabilidad de los actos declarativos de derechos, para cuya ruptura se exige el pronunciamiento de un órgano con cierto grado de independencia y autonomía.
En la etapa final del procedimiento, la llamada terminación se puede producir con una resolución exprés, en la que se determinará si el acto o reglamento es nulo, o por el contrario, resultase válido. Además, tal resolución podrá contener una eventual indemnización acorde a lo dispuesto en la regulación del régimen de responsabilidad extracontractual de la Administración pública. Por otro lado, en caso de que un reglamento sea declarado nulo, esto no convertirá en ilegales a los actos dictados en virtud de la que entonces era una disposición reglamentaria válida. Por ello, algunos autores han señalado que la declaración de nulidad tiene carácter irretroactivo.
Por otro lado, la terminación puede darse cuando vence el plazo máximo de tres meses establecido en la regulación general del procedimiento administrativo. Pasado ese tiempo, el procedimiento que haya sido iniciado por la Administración caducará, y habrá de ser cerrado y archivado. En el caso de que la iniciación haya sido a instancia del interesado, el vencimiento del plazo sin resolución expresa constituye un silencio negativo, que produce la desestimación de la solicitud del particular.

#### Revisión de actos anulables declarativos de derechos
Este mecanismo de la revisión de oficio permite la corrección de aquellos actos anulables declarativos de derechos que adoleciesen de una ilegalidad manifiesta, siempre que no hayan pasado más de cuatro años desde que el acto fuera dictado. La cláusula general de anulabilidad está reflejada en el artículo 63 LRJAP, que indica que serán anulables los actos de la Administración que incurran en cualquier infracción del ordenamiento jurídico, incluso la desviación de poder.
La particularidad de este sistema reside en la intervención necesaria del poder judicial para poder anular el acto en cuestión. Así, la Administración habrá de hacer una declaración de lesividad que motive el carácter dañino que para el interés público tiene el acto, y a continuación, proceder con su impugnación ante un tribunal de lo contencioso-administrativo. Será el tribunal el que finalmente declare la validez o nulidad del acto concreto.

#### Revocación de actos de gravamen
El artículo 105.1 de la LRJAP recoge uno de los principios tradicionales del derecho administrativo español, según el cual, los actos desfavorables o de gravamen pueden ser revocados por la Administración pública.
Tal acto habrá de ser contrario a derecho, y no estar dictado en aplicación de una norma imperativa. No podrá aplicarse la revocación cuando suponga una dispensa o exención no permitida por las leyes, sea contraria al principio de igualdad, al interés público o al conjunto del ordenamiento jurídico.

#### Corrección de errores materiales y aritméticos
La rectificación de erroes materiales, de hecho o aritméticos puede producirse de oficio o a instancia de los interesados.
Es un procedimiento que requiere que el error sea manifiesto y que no resulte necesario interpretación jurídica alguna.

## Revisión en vía contencioso-administrativa
Si en la revisión en vía administrativa, la Administración comprobaba la legalidad de sus propios actos, mediante la vía contencioso-administrativa se produce una comprobación de legalidad del acto administrativo por parte de tribunales independientes pertenecientes al poder judicial.

"La Jurisdicción Contencioso-administrativa es una pieza capital de nuestro Estado de Derecho. Desde que fue instaurada en nuestro suelo por las Leyes de 2 de abril y 6 de julio de 1845, y a lo largo de muchas vicisitudes, ha dado sobrada muestra de sus virtualidades. Sobre todo desde que la Ley de 27 de diciembre de 1956 la dotó de las características que hoy tiene y de las atribuciones imprescindibles para asumir la misión que le corresponde de controlar la legalidad de la actividad administrativa, garantizando los derechos e intereses legítimos de los ciudadanos frente a las extralimitaciones de la Administración."
Exposición de motivos de la Ley de Jurisdicción Contencioso Administrativa de 1998.

La regulación legal del recurso contencioso-administrativo reside principalmente en la Ley 29/1998, de 13 de julio, reguladora de la Jurisdicción Contencioso-Administrativa (LJCA).
No solo son impugnables los actos administrativos, sino también las disposiciones de carácter general emitidas por la Administración, la ausencia de actuación administrativa debida e incluso vías de hecho.
El control contencioso-administrativo es un componente importante del Estado de derecho, pues garantiza la supremacía de las normas de rango legal sobre las normas de rango reglamentario y la acción (u omisión) de la Administración pública.
Tal principio, acorde a su importancia, es consagrado en el artículo 106.1 de la Constitución Española, donde se afirma que los Tribunales controlan la potestad reglamentaria y la legalidad de la actuación administrativa, así como el sometimiento de ésta a los fines que la justifican.
El final del precepto constitucional mencionado, que prescribe el sometimiento de la actuación administrativa a los fines que la justifican, es la base para la doctrina de la desviación de poder. El acto que adolezca de tal vicio también podrá ser impugnado ante la jurisdicción contencioso-administrativa.

### Objeto
Cuando se habla del objeto del recurso contencioso-administrativo, se hace referencia a aquello que es impugnable ante la jurisdicción contencioso-administrativa.
En primer lugar, es susceptible de revisión contenciosa toda aquella disposición general emitida por la Administración en virtud de su potestad reglamentaria.
De entre los actos administrativos, pueden impugnarse los actos expresos y presuntos que pongan fin a la vía administrativa, ya sean definitivos o de trámite, si estos últimos deciden directa o indirectamente el fondo del asunto, determinan la imposibilidad de continuar el procedimiento, producen indefensión o perjuicio irreparable a derechos o intereses legítimos.
De igual manera, se puede acudir al recurso contencioso-administrativo para revisar las meras actuaciones materiales de la Administración que constituyan vía de hecho. Finalmente, podrá reclamarse contra la sola pasividad u omisión administrativa ante situaciones que legalmente requieren de su actividad.

### Sujeto
Las normas sobre la legitimación para interponer recurso contencioso-administrativo se sitúan en los artículos 19 y 20 de la Ley 29/1998, de 13 de julio, reguladora de la Jurisdicción Contencioso-Administrativa.
Acorde al artículo 19, están legitimados para interponer recurso:
- Las personas físicas o jurídicas que ostenten un derecho o interés legítimo.
- Los grupos de afectados, uniones sin personalidad y patrimonios independientes o autónomos que ostenten un derecho o interés legítimo.
- Las Administraciones territoriales (general, autonómica y local).
- Las Administraciones instrumentales que ostenten un derecho o interés legítimo.
- El ministerio fiscal para los casos legalmente previstos.
- Cualquier ciudadano, en los casos en los que la Ley permita la acción popular.

También se contemplan aquellas situaciones en las que los afectados sean una pluralidad de personas indeterminada o de difícil determinación, en cuyo caso la legitimación para demandar en juicio la defensa de estos intereses difusos corresponderá exclusivamente a los organismos públicos con competencia en la materia, a los sindicatos más representativos y a las asociaciones de ámbito estatal cuyo fin primordial sea la igualdad entre mujeres y hombres.
Por otro lado, el artículo 20 plantea una serie de supuestos de expresa ausencia de legitimación, o legitimación negativa. Así, no se permite el recurso de un órgano administrativo contra la Administración de la que forme parte. Tampoco será posible que un miembro de un órgano colegiado recurra contra su propia Administración. No será aceptable que una Entidad de Derecho público impugne la decisión de la Administración de la que dependa o con la que esté vinculada. Finalmente, están negativamente legitimados los particulares que obren por delegación de la Administración a recurrir, o como agentes o mandatarios de ella.

### Procedimiento contencioso-administrativo
El procedimiento contencioso-administrativo es el resultado de un conjunto de normas formales de carácter procesal que configuran el cauce a seguir para dirimir el pleito, y aplicar las normas sustantivas, que son las que finalmente deben determinar el fondo de la cuestión.
El título IV de la Ley reguladora de la Jurisdicción Contencioso-Administrativa contiene la regulación del procedimiento en primera o única instancia, y las normas sobre el procedimiento abreviado. Cabe decir que el procedimiento en primera o única instancia es el procedimiento ordinario, mientras que al procedimiento abreviado solo habrá de acudirse cuando los asuntos tratados versen sobre cuestiones de personal al servicio de las Administraciones públicas, sobre extranjería y sobre inadmisión de peticiones de asilo político, asuntos de disciplina deportiva en materia de dopaje, así como todas aquellas cuya cuantía no supere los 13.000 euros.
Por su parte, el título V incluye una serie de procedimientos especiales, concretamente el procedimiento para la protección de los derechos fundamentales de la persona, la cuestión de ilegalidad, y el procedimiento en los casos de suspensión administrativa previa de acuerdos.

#### Ordinario
El procedimiento en primera o única instancia se inicia por un escrito reducido a citar la disposición, acto, inactividad o actuación constitutiva de vía de hecho que se impugne y a solicitar que se tenga por interpuesto el recurso.
Una vez iniciado el procedimiento, el tribunal requerirá a la Administración para que le remita el expediente administrativo y emplace a los interesados que en él figuren mediante notificación que ha de seguir las normas dispuestas para el procedimiento administrativo común.
El expediente administrativo se pondrá en manos del recurrente para que en el plazo de 20 días plantee un escrito de demanda, esta vez sí, con todos los argumentos y razonamientos jurídicos que haya deducido del expediente.
Para el recurrente, el expediente administrativo contiene una información de gran importancia a la hora de interponer su demanda. Por ello, se da especial importancia a su entrega por parte de la Administración. En caso de no producirse la remisión del expediente, la Ley plantea múltiples medidas para compeler a la Administración, que van desde la imposibilidad de contestar sin acompañar expediente hasta la multa personal al funcionario o autoridad responsable del envío.
Presentada la demanda por parte del recurrente, se dará traslado de ella a las partes demandadas, que también dispondrán de un plazo de 20 días para formular contestación. Tanto la demanda como la contestación deberán respetar una estructura con la debida separación de los hechos, los fundamentos de Derecho y las pretensiones que se deduzcan.
Cuando exista disconformidad sobre los hechos y estos tengan trascendencia para la resolución del pleito, se recibirá el proceso a prueba. La prueba puede darse a instancia de parte o de oficio por parte del tribunal. Se siguen las disposiciones generales dictadas en materia de prueba para el proceso civil, aunque el plazo para proponerla será de quince días, y treinta para practicarla.
Finalizado el periodo de prueba, o no habiéndose producido, las partes podrán solicitar que se celebre vista, que se presenten conclusiones o que el pleito sea declarado concluso, sin más trámites, para sentencia. Tal solicitud podrá realizarse también en los escritos de demanda y contestación, mediante otrosí.
En caso de que se acuerde celebrar vista, las partes acudirán a un acto celebrado en sede judicial, donde se les dará la palabra para que expongan sus alegaciones de forma sucinta, no pudiendo plantear cuestiones que no hayan sido suscitadas en la demanda o contestación. El Juez o el Presidente de la Sala, por sí o a través del Magistrado ponente podrá inquirir a las partes para que concreten los hechos y puntualicen, aclaren o rectifiquen cuanto sea preciso para delimitar el objeto del debate.
En el supuesto de que el tribunal acordase el trámite de conclusiones, las partes tendrán dos plazos sucesivos de diez días (primero el demandante) para presentar unas alegaciones sucintas acerca de los hechos, la prueba practicada y los fundamentos jurídicos en que apoyen sus pretensiones. Al igual que en la vista, las partes no podrán abordar temas que no hayan sido incluidos en los escritos de demanda o contestación.
Finalizado el trámite de vista o conclusiones, y salvo que el tribunal decida practicar prueba adicional, el pleito se declarará concluso para sentencia.

### Régimen de recursos

#### Recurso de revisión
Se trata del recurso más extraordinario que conoce el orden de lo contencioso-administrativo. Tiene por objeto excepcionar la aplicación formal de la cosa juzgada de una determinada sentencia, y por ello, solo puede darse cuando concurra alguno de los cuatro supuestos que la ley establece. Según el artículo 102.1 LJCA, el recurso ha de basarse necesariamente en alguno de los siguientes motivos:
- Si después de pronunciada se recobraren documentos decisivos, no aportados por causa de fuerza mayor o por obra de la parte en cuyo favor se hubiere dictado.
- Si hubiere recaído en virtud de documentos que, al tiempo de dictarse aquella, ignoraba una de las partes haber sido reconocidos y declarados falsos o cuya falsedad se reconociese o declarase después.
- Si habiéndose dictado en virtud de prueba testifical, los testigos hubieren sido condenados por falso testimonio dado en las declaraciones que sirvieron de fundamento a la sentencia.
- Si se hubiere dictado sentencia en virtud de cohecho, prevaricación, violencia u otra maquinación fraudulenta.

## Comisión para la Reforma de las Administraciones Públicas

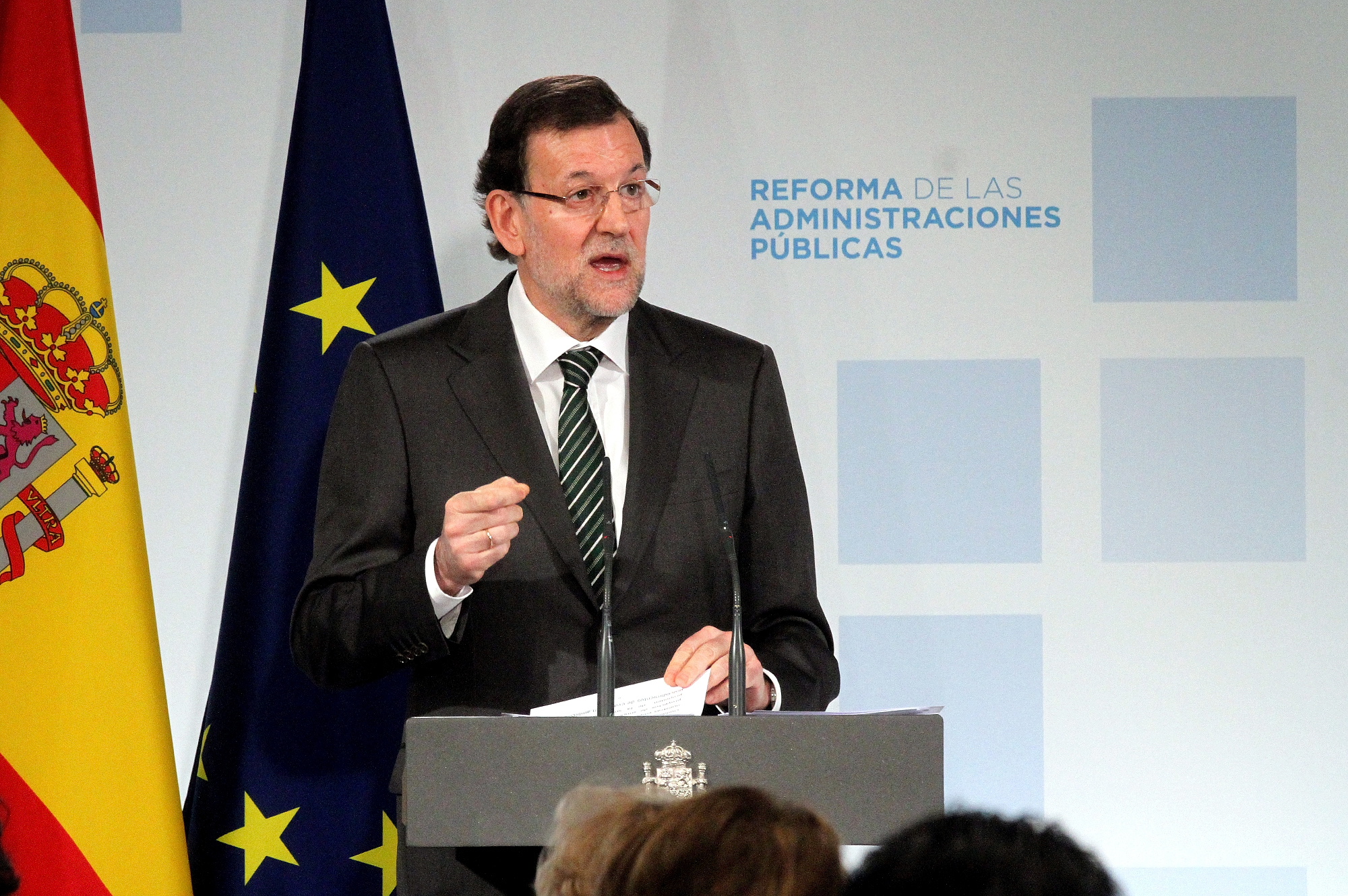
El presidente del Gobierno, Mariano Rajoy, presentando el informe CORA.

La Comisión para la Reforma de las Administraciones Públicas (CORA) fue un órgano colegiado del Gobierno de España creado el 26 de octubre de 2012 con el objetivo de evaluar la situación de la Administración pública española y proponer medidas de reforma y racionalización.
Esta evaluación, descrita como «una gran auditoría de la Administración» por la vicepresidenta del Gobierno, Soraya Sáenz de Santamaría, concluyó sus trabajos en 2013 y presentó su informe final en junio de ese año. Este informe contenía 217 propuestas de reforma, 78 para la Administración General del Estado y 139 para otros organismos del Estado y comunidades autónomas.

### Organización
La CORA se adscribió al Ministerio de Hacienda y Administraciones Públicas, a través de la Secretaría de Estado de Administraciones Públicas.

#### Estructura
Para organizar sus trabajos, la Comisión se dividió en cuatro subcomisiones:
- La Subcomisión de Duplicidades Administrativas, para identificar y eliminar duplicidades y favorecer la cooperación institucional.
- La Subcomisión de Simplificación Administrativa, para revisar los procedimientos administrativos y simplificarlos.
- La Subcomisión de Gestión de Servicios y Medios Comunes, con el objetivo de identificar aquellos servicios comunes y actividades de gestión que se pudieran ofrecer de forma centralizada.
- La Subcomisión de Administración Institucional, para analizar los distintos entes públicos y proponer cambios normativos, estructurales o de otro tipo.

#### Miembros
La Comisión tuvo, de forma permanente, a los siguientes miembros:
- El subsecretario de la Presidencia, Jaime Pérez Renovales – Presidente
- La subsecretaria de Hacienda, Pilar Platero Sanz – Vicepresidenta
- El director general de Coordinación de Competencias con las Comunidades Autónomas y las Entidades Locales, Juan Ignacio Romero Sánchez – Secretario
- Un representante de cada uno de los Departamentos ministeriales.
- Un representante de la Inspección General de Hacienda.
- Un representante de la Oficina Económica de la Presidencia del Gobierno.
- Un representante del Gabinete de la Presidencia del Gobierno.
- Un representante del Gabinete de la Vicepresidencia del Gobierno

#### Consejo Asesor y participación ciudadana
Por último, la CORA también creó un buzón para la participación ciudadana y un Consejo Asesor para la participación institucional de asociaciones, sindicatos, universidades y similares.

### Normas derivadas de la CORA
Algunas normas que aplicaron las recomendaciones de la CORA fueron:
- Ley 1/2014, de 24 de abril, de supresión de la Sindicatura de Cuentas de Castilla-La Mancha.
- Ley 11/2014, de 3 de julio, por la que se modifica la ley 26/2007, de 23 de octubre, de Responsabilidad Medioambiental.
- Ley Orgánica 4/2014, de 11 de julio, complementaria de la Ley de racionalización del sector público y otras medidas de reforma administrativa por la que se modifica la Ley Orgánica 6/1985, de 1 de julio, del Poder Judicial.
- Ley 15/2014, de 16 de septiembre, de racionalización del Sector Público y otras medidas de reforma administrativa.
- Real Decreto 479/2013, de 21 de junio, por el que se crea la Oficina para la ejecución de la reforma de la Administración.
- Real Decreto 701/2013, de 20 de septiembre, de racionalización del sector público.
- Ley 25/2013, de 27 de diciembre, de impulso de la factura electrónica y creación del registro contable de facturas en el sector público.